# Gare de Sant'Antonino-di-Saluggia
La gare de Sant'Antonino-di-Saluggia (en italien, Stazione di Sant'Antonino di Saluggia) est une gare ferroviaire italienne de la ligne de Turin à Milan, située à Sant'Antonino di Saluggiai sur le territoire de la commune de Saluggia, dans la province de Verceil en région du Piémont.
C'est une gare voyageurs, classée bronze, des Rete ferroviaria italiana (RFI), desservie par des trains Trenitalia R.

## Situation ferroviaire
Établie à environ 192 mètres d'altitude, la gare de Sant'Antonino-di-Saluggia est située au point kilométrique (PK) 41,186 de la ligne de Turin à Milan entre les gares de Saluggia et de Livorno-Ferraris.

## Service des voyageurs

### Accueil
Halte voyageurs RFI, classée bronze, c'est un point d'arrêt non géré (PANG) à accès libre. Elle dispose de deux quais latéraux.
La traversée des voies et l'accès aux quais s'effectuent par un passage souterrain.

### Desserte
Sant'Antonino-di-Saluggia est desservie par des trains régionaux (R) Trenitalia des relations : Chivasso - Novare, Ivrée - Novare.

### Intermodalité
Le stationnement des véhicules est possible à proximité.